# Харрис, Кэролайн
Кэролайн Харрис (англ. Caroline Harris, 11 ноября 1867 — 23 апреля 1937) — американская актриса немого кино.

## Биография
Кэролайн Харрис родилась 11 ноября 1867 года. В 1895 году родила сына Ричарда, который впоследствии также стал актёром. В некоторых источниках указывается, что Кэролайн была матерью-одиночкой, в других — что отцом мальчика был преуспевающий коммерсант, который обеспечивал семью.
Давала уроки английского языка недавно прибывшей в Нью-Йорк Алле Назимовой.
В 1907 году, 6 мая, Харрис дебютировала на Бродвее в спектакле «Путь наслаждений». К тому времени Кэролайн было уже тридцать девять лет. Следующую роль ей предложил Бенджамин Чепин в своём спектакле «Линкольн» по мотивам исторических событий. Вместе они сыграли главные роли. Премьера спектакля состоялась 5 февраля 1909 года. Всего дано было семнадцать представлений.
В этом же году состоялся дебют Кэролайн Харрис в кинематографе. Дэвид У. Гриффит задействовал её в своём фильме «Ожерелье». Это была экранизация одноимённой новеллы Ги де Мопассана. Кэролайн сыграла собственницу пропавшего ожерелья, из-за потери которого главная героиня десять лет выплачивала долги, не зная, что бриллианты в украшении были фальшивыми.
В небольшой роли была задействована Мэри Пикфорд. Несмотря на то, что это был и её первый год в кино, для Мэри это была уже шестнадцатая короткометражка. В следующем фильме Кэролайн сыграла мать героини Мэри Пикфорд, девушки, чьё пение в сельской церкви слышит менеджер водевилей и предлагает ей работу в городе. Премьера фильма состоялась в первую субботу после Рождества, 27 декабря 1909 года.
А до этого Кэролайн успела поучаствовать в 65 представлениях. Из них 64 раза она выходила на бродвейскую сцену театра Daly’s Theatre, где играла роль в комедийном спектакле «Билли», по сценарию Джорджа Кэмерона (псевдоним Глэдис Ренкин, более известной как миссис Сидни Дрю), и единожды в спектакле под названием «В конечном итоге».
В 1910 году Харрис играла в мелодраматическом спектакле «Вихрь». После него актриса на четыре года исчезла как с театральной сцены, так и с киноэкрана. Её возвращение состоялось только в 1914 году. В апреле вышла короткометражка «The Claws of Green», а в мае состоялась премьера «Пантеи» в недавно построенном Театре Бута, названном так в честь известного американского актёра XIX века Эдвина Бута. Этот спектакль был для Кэролайн Харрис последним на Бродвее.
В 1915 году вышли ещё два фильма, в которых участвовала Кэролайн. Оба сняты в жанре драмы. В одном из них, «Мадам Баттерфляй», Харрис вновь играет мать героини Мэри Пикфорд, на этот раз юной гейши Чио-Чио-Сан, прозванной за легкость и красоту американскими военными Баттерфляй (Бабочка). А в «Полыни» ненадолго появляется на экране в небольшой роли второго плана.
1916 год оказался для актрисы самым плодотворным в плане киносъёмок. Она снялась в экранизации «Вечная Сафо» по роману Альфонса Доде «Сафо». Её роль была небольшой, в главной же блистала Теда Бара. В том же году Кэролайн ещё раз оказывалась на площадке с этой знаменитостью. На этот раз в фильме «Золото и Женщина».

## Фильмография
- Ожерелье (1909) — собственница ожерелья
- Сохранить её душу (1909) — мать Агнес
- The Claws of Green
- Мадам Баттерфляй (1915) — мать Чио-Чио-Сан
- Полынь (1915) — Марго
- Золото и Женщина (1916)
- Вечная Сафо (1916) — мать Груббонса
- Принцесса-оборванка (1916) — экономка
- Честь Мэри Блейк (1916) — миссис Харди
- Одна из многих (1917) — миссис Брайсон
- The Boy Girl (1917) — Марта Ченнинг
- The Gulf Between (1917) — миссис Фаррелл